# Lolland Kommune
Lolland Kommune er en kommune i Region Sjælland, der opstod ved sammenlægning af syv tidligere kommuner ved Kommunalreformen i 2007. Kommunen omfatter den vestlige og midterste del af Lolland samt en række mindre øer i Smålandsfarvandet og har ca. 40.000 indbyggere. Heraf bor halvdelen i de tre største byer Nakskov, Maribo og Rødby. Kommunen rummer yderligere 15 byer med over 200 indbyggere og en lang række mindre landsbyer.
Lolland Kommune er præget af noget af Danmarks bedste landbrugsjord og en rig historie, men har været hårdt ramt af strukturudviklingen siden anden verdenskrig med afvandring fra landbruget, afvikling af industriarbejdspladser og centralisering af offentlige funktioner, hvilket har skabt færre arbejdspladser. Siden 1970 er områdets folketal faldet med 32 %. Især de yngre aldersgrupper er rejst væk, sådan at den tilbageværende befolkning er præget af mange ældre og et lavt fødselstal. Udviklingen har skabt flere sociale problemer, blandt andet fordi afvandringen har medført lave boligpriser, der igen har tiltrukket førtidspensionister og andre socialt udsatte og mindre resursestærke borgere fra andre kommuner. Halvdelen af kommunens anbragte børn er således tilflyttere fra en anden kommune.
Som følge af kommunens sociale udfordringer er der i den kommunale politik stort fokus på at få skabt nye private og offentlige arbejdspladser og flere tilflyttere, der er i beskæftigelse. Kommunen er en af de kommuner i landet, der bruger flest penge pr. elev i folkeskolen. Blandt andet åbnede kommunen i 2021 Lolland International School, Danmarks første internationale folkeskole. Kommunen er samtidig den kommune i landet, der bruger færrest penge på administration og ledelse.
Det er kommunens forhåbning, at Femern Bælt-forbindelsen, der under opførelsen er områdets største arbejdsplads, også efter sin færdiggørelse vil forøge beskæftigelsen i kommunen. Samtidig fokuserer kommunen på at være en foregangskommune indenfor den grønne omstilling.

## Byer
| Kommunens største byer |             |                   |
| Nr                     | By          | Indbyggere (2025) |
| 1                      | Nakskov     | 12.200            |
| 2                      | Maribo      | 5.786             |
| 3                      | Rødby       | 1.982             |
| 4                      | Rødbyhavn   | 1.476             |
| 5                      | Søllested   | 1.356             |
| 6                      | Holeby      | 1.343             |
| 7                      | Horslunde   | 582               |
| 8                      | Nørreballe  | 476               |
| 9                      | Bandholm    | 440               |
| 10                     | Stokkemarke | 401               |
| 11                     | Hunseby     | 395               |
| 12                     | Dannemare   | 377               |
| 13                     | Sandby      | 336               |
| 14                     | Errindlev   | 297               |
| 15                     | Langø       | 264               |

Der er cirka 50 folkekirkesogne i kommunen.

## Sammenlægningsproces 2005-2007
Lolland Kommune opstod som følge af kommunalreformen i 2007, kendt som "strukturreformen". Kommunens første kommunalbestyrelse blev dog valgt allerede ved kommunalvalget
den 15. november 2005.
Den nye kommune kom ved sammenlægningen til at bestå af følgende hidtil eksisterende kommuner:
- Holeby Kommune
- Højreby Kommune
- Maribo Kommune
- Rødby Kommune
- Nakskov Kommune
- Rudbjerg Kommune
- Ravnsborg Kommune

Oprindeligt var planen at danne to kommuner: Ny Maribo Kommune (Holeby Kommune, Højreby Kommune, Maribo Kommune, Rødby Kommune) på Midtlolland og Ny Nakskov Kommune (Nakskov Kommune, Rudbjerg Kommune, Ravnsborg Kommune) på Vestlolland, men ved en folkeafstemning den 18. maj 2005 besluttedes det at slå alle syv kommuner sammen til én (stemmetallene var 51,6% for på Midtlolland og 54,9% for på Vestlolland).

## Politik
| 10 |  | 9 | 2 | 8 |  |

| 26 | 5 |

| 11 | 3 | 9 | 3 | 5 |

| 21 | 10 |

| 9 | 3 | 3 | 4 | 9 | 2 |  |

| 21 | 10 |

| 11 |  | 3 | 5 |  | 4 |

| 19 | 6 |

| 12 |  |  |  | 5 |  | 4 |

| 18 | 7 |

| 13 |  | 2 | 5 |  | 3 |

| 18 | 7 |

### Nuværende byråd
| Navn                                | Parti                                  |
| ----------------------------------- | -------------------------------------- |
| Holger Schou Rasmussen (Borgmester) | Socialdemokratiet - 12 mandater        |
| Vibeke Grave                        | Socialdemokratiet - 12 mandater        |
| Martin Boesen                       | Socialdemokratiet - 12 mandater        |
| Michael Knudsen                     | Socialdemokratiet - 12 mandater        |
| Thomas Østergaard                   | Socialdemokratiet - 12 mandater        |
| Muj Berisha                         | Socialdemokratiet - 12 mandater        |
| Steffen Rasmussen                   | Socialdemokratiet - 12 mandater        |
| Ann-Britt Lærkedahl                 | Socialdemokratiet - 12 mandater        |
| Gry Hernø                           | Socialdemokratiet - 12 mandater        |
| Lasse Falster                       | Socialdemokratiet - 12 mandater        |
| Klaus Frederik Svensson             | Socialdemokratiet - 12 mandater        |
| Diana Keicht Christensen            | Socialdemokratiet - 12 mandater        |
| Tine Vinther Clausen                | Venstre - 5 mandater                   |
| Merete Meyer                        | Venstre - 5 mandater                   |
| Knud Knudsen                        | Venstre - 5 mandater                   |
| Vagn Pedersen                       | Venstre - 5 mandater                   |
| Jesper Volmer                       | Venstre - 5 mandater                   |
| Henning Alfred Rasmussen            | Din Stemme - 2 mandater                |
| Marie-Louise Brehm Nielsen          | Din Stemme - 2 mandater                |
| Leo Christensen                     | Lokallisten Lolland - 1 mandat         |
| Eric Steffensen                     | Dansk Folkeparti - 1 mandat            |
| Lars Christiansen                   | Socialistisk Folkeparti - 1 mandat     |
| Henrik Jacobsen                     | Det Konservative Folkeparti - 1 mandat |
| Bente Borreskov                     | Enhedslisten - 1 mandat                |
| Per Kim Nielsen                     | Nakskov Listen - 1 mandat              |

| Navn            | Skiftet fra      | Skiftet til             | Dato              |
| --------------- | ---------------- | ----------------------- | ----------------- |
| Per Kim Nielsen | Nakskov Listen   | Løsgænger               | 31. marts 2022    |
| Eric Steffensen | Dansk Folkeparti | Løsgænger               | 13. oktober 2022  |
| Eric Steffensen | Løsgænger        | Socialdemokratiet       | 27. november 2022 |
| Per Kim Nielsen | Løsgænger        | Socialistisk Folkeparti | 18. oktober 2023  |

### Byråd 2018-2022
| Navn                                | Parti                            |
| ----------------------------------- | -------------------------------- |
| Holger Schou Rasmussen (Borgmester) | Socialdemokratiet - 11 mandater  |
| Kasper Roug                         | Socialdemokratiet - 11 mandater  |
| Vibeke Grave                        | Socialdemokratiet - 11 mandater  |
| Gert Mortensen                      | Socialdemokratiet - 11 mandater  |
| Muj Berisha                         | Socialdemokratiet - 11 mandater  |
| Signe Lund Winther                  | Socialdemokratiet - 11 mandater  |
| Steffen Rasmussen                   | Socialdemokratiet - 11 mandater  |
| Ole Marqweis                        | Socialdemokratiet - 11 mandater  |
| Leif Utermöhl                       | Socialdemokratiet - 11 mandater  |
| Rassi Rasmussen                     | Socialdemokratiet - 11 mandater  |
| Klaus F. Svensson                   | Socialdemokratiet - 11 mandater  |
| Henrik Høegh                        | Venstre - 5 mandater             |
| Tine Vinther Clausen                | Venstre - 5 mandater             |
| Tom Larsen                          | Venstre - 5 mandater             |
| Tobias Dinesen                      | Venstre - 5 mandater             |
| Hans Ole Sørensen                   | Venstre - 5 mandater             |
| Eric Steffensen                     | Dansk Folkeparti - 3 mandater    |
| Anette Knoblauch                    | Dansk Folkeparti - 3 mandater    |
| Henning Rasmussen                   | Dansk Folkeparti - 3 mandater    |
| Thomas Bo Østergaard                | Lokallisten Lolland - 2 mandater |
| Leo Christensen                     | Lokallisten Lolland - 2 mandater |
| Henning Alfred Rasmussen            | Din Stemme - 2 mandater          |
| Marie-Louise Brehm Nielsen          | Din Stemme - 2 mandater          |
| Lars Christiansen                   | SF - 1 mandat                    |
| Bente Borreskov                     | Enhedslisten - 1 mandat          |

| Navn              | Skiftet fra         | Skiftet til       | Dato             |
| ----------------- | ------------------- | ----------------- | ---------------- |
| Thomas Østergaard | Lokallisten Lolland | Løsgænger         | 24. oktober 2018 |
| Thomas Østergaard | Løsgænger           | Socialdemokratiet | 30. januar 2019  |

| Dato              | Udtrådt          | Indtrådt                  | Parti             |
| ----------------- | ---------------- | ------------------------- | ----------------- |
| 28. november 2018 | Ole Marqweis †   | Haris Glamocak            | Socialdemokratiet |
| 8. juni 2019      | Kasper Roug      | Heidi Marqweis            | Socialdemokratiet |
| 4. december 2020  | Gert Mortensen † | Niels Christian Devantier | Socialdemokratiet |

## Borgmestre
| Navn                   | Parti             | Periode               |
| ---------------------- | ----------------- | --------------------- |
| Stig Vestergaard       | Socialdemokratiet | 1. januar 2007 - 2013 |
| Holger Schou Rasmussen | Socialdemokratiet | 1. januar 2014 - nu   |